# Wielkanocny Festiwal Ludwiga van Beethovena
Wielkanocny Festiwal Ludwiga van Beethovena – festiwal muzyki poważnej odbywający się co roku w Warszawie w okresie poprzedzającym święta Wielkanocy. Dyrektorką generalną Festiwalu jest Elżbieta Penderecka, a organizatorem Stowarzyszenie im. Ludwiga van Beethovena.

## Historia
Wielkanocny Festiwal Ludwiga van Beethovena po raz pierwszy odbył się w 1997 roku w Krakowie dla upamiętnienia 170. rocznicy śmierci kompozytora. Festiwal jest imprezą cykliczną, odbywającą się co roku w okresie poprzedzającym święta Wielkanocy. Od 2004 r. organizowany w Warszawie (przez pierwsze 7 lat w Krakowie). W 2001 r. Festiwal został przyjęty do Europejskiego Stowarzyszenia Festiwali (EFA) z siedzibą w Gandawie. We wrześniu 2010 r. zarząd Światowej Federacji Festiwali (IFEA) w Saint Louis przyznał Festiwalowi główną nagrodę IFEA/Haas & Wilkerson Pinnacle Award 2010, uznając go za artystyczne przedsięwzięcie roku i wyróżniając spośród 3 300 imprez na całym świecie. Podczas Festiwalu organizowane są koncerty symfoniczne, kameralne i recitale; zapraszane są światowej sławy zespoły, dyrygenci i soliści. Kolejne edycje Festiwalu ujmują dzieła Beethovena z różnych perspektyw, ukazując jego inspiracje, wpływ jego muzyki na twórców innych epok oraz na sztukę współczesną i dzisiejszy świat; ukazują spuściznę Beethovena w nowych kontekstach i znaczeniach.

## Tematy Festiwalu
Każdej edycji Festiwalu przyświeca temat przewodni, wokół którego zbudowany jest program wydarzeń. Dotychczasowe edycje były poświęcone następującym tematom:
- 1997 – Beethoven i poprzednicy
- 1998 – Beethoven: struktura i ekspresja
- 1999 – Beethoven i romantycy
- 2000 – Od Beethovena do Mahlera. W kręgu wielkiej symfoniki
- 2001 – Beethoven i muzyka XX wieku, „wieku apokalipsy i nadziei”
- 2002 – Beethoven - Schubert - Chopin: w poszukiwaniu ekspresji własnej egzystencji
- 2003 – Beethoven i muzyka baroku
- 2004 – Beethoven i muzyka Europy narodów
- 2005 – Beethoven między muzyką Północy i Południa
- 2006 – Beethoven: Dziedzictwo i rezonans
- 2007 – Beethoven, muzyka i literatura
- 2008 – Beethoven i jego Wiedeń
- 2009 – Beethoven: natura i kultura. Rok Haendla, Haydna i Mendelssohna
- 2010 – Beethoven, muzyka i fenomen fortepianu. Rok Chopina i Schumanna
- 2011 – Beethoven i wieczna kobiecość
- 2012 – Beethoven: wojna i pokój
- 2013 – Beethoven. Wzniosłość i entuzjazm
- 2014 – Beethoven i idea wolności
- 2015 – Beethoven i jego następcy. Brahms i Mahler
- 2016 – Beethoven i nowe drogi
- 2017 – Beethoven i sztuki piękne
- 2018 – Beethoven i wielkie rocznice
- 2019 – Beethoven i pieśń romantyczna
- 2020 – Beethoven – wielki inspirator[2]
- 2021 – Beethoven i Penderecki. Sfera sacrum[3]
- 2022 – Beethoven – ojciec wielkiego symfonizmu
- 2023 - Beethoven – między Wschodem a Zachodem[4]

## Artyści
Wśród artystów, którzy wystąpili na Festiwalu, znaleźli się m.in.:
- pianiści: Piotr Anderszewski, Rudolf Buchbinder, Jörg Demus, Barry Douglas, Christoph Eschenbach, Nelson Freire, Andriej Gawriłow, Nelson Goerner, Peter Jablonski, Cyprien Katsaris, Aleksandr Kobrin, Stephen Kovacevich, Éric Le Sage, Elisabeth Leonskaja, Cecile Licad, Alexander Lonquich, Louis Lortie, Aleksiej Lubimow, Garrick Ohlsson, Kun Woo Paik, Konstantin Szczerbakow, Mihaela Ursuleasa, Stefan Vladar, Aleksiej Wołodin,
- wiolonczeliści: David Geringas, Natalija Gutman, Iwan Monighetti, Arto Noras, Boris Piergamienszczikow,
- skrzypkowie: Viviane Hagner, Nigel Kennedy, Gidon Kremer, Konstanty Andrzej Kulka, Anne-Sophie Mutter, Julian Rachlin, Władimir Spiwakow, Christian Tetzlaff, Grigorij Żyslin,
- klarneciści: Sharon Kam, Michel Lethiec,
- flecista Patrick Gallois,
- śpiewacy: Fabio Armiliato, Piotr Beczała, Teresa Berganza, Lioba Braun, Ileana Cotrubaș, Diana Damrau, Daniela Dessi, Plácido Domingo, Wojciech Drabowicz, Paul Groves, Helena Juntunen, Aleksandra Kurzak, Mariusz Kwiecień, Christa Ludwig, Nelly Miricioiu, René Pape, Jadwiga Rappé, Jekaterina Semenczuk,
- dyrygenci: John Axelrod, Jurij Baszmiet, Rolf Beck, Gabriel Chmura, James Conlon, Christoph von Dohnányi, Charles Dutoit, Leopold Hager, Christopher Hogwood, Marek Janowski, Paavo Järvi, Jacek Kaspszyk, Kazimierz Kord, Robert Levin, Ingo Metzmacher, Woldemar Nelsson, Krzysztof Penderecki, Trevor Pinnock, Helmuth Rilling, Ola Rudner, Jerzy Semkow, Hubert Soudant, Osmo Vänskä, Antoni Wit,
- orkiestry: Bamberger Symphoniker, Camerata Salzburg, Deutsche Kammerphilharmonie Bremen, Deutsches Symphonie Orchester, English Chamber Orchestra, Münchener Kammerorchester, Münchener Philharmoniker, Rundfunk-Sinfonieorchester Berlin, Akademicka Orkiestra Symfoniczna Filharmonii Sankt-Petersburskiej, Württembergische Philharmonie,
- chóry: Collegium Vocale Ghent, Ukraiński Narodowy Chór Akademicki Dumka
- zespoły: Andrzej Jagodziński Trio, Fine Arts Quartet, Leipziger Streichquartett, Royal String Quartet, Shanghai Quartet, Tokyo String Quartet

## Cykl „Nieznane opery”
W 2008 zapoczątkowany został cykl produkcji „Nieznane opery”, w ramach którego warszawskiej publiczności prezentowane są koncertowe wersje oper rzadko wykonywanych na świecie. Każda opera jest następnie wydawana na płytach CD. Do tej pory w cyklu ukazały się:
- 2008: Lodoïska Luigiego Cherubiniego
- 2009: Der Berggeist Louisa Spohra
- 2010: Euryanthe Carla Marii von Webera
- 2011: Maria Padilla Gaetano Donizettiego
- 2012: L’amore dei tre re Italo Montemezziego
- 2013: Simon Boccanegra Giuseppe Verdiego
- 2014: Ifigenia na Taurydzie Christopha Willibalda Glucka
- 2015: The Turn of the Screw (W Kleszczach Lęku) Benjamina Brittena

## Wydarzenia towarzyszące
Festiwalowi od pierwszej edycji towarzyszy wystawa autografów oraz druków muzycznych wielkich kompozytorów, m.in. Bacha, Beethovena, Brahmsa, Chopina, Haydna, Mozarta, Schumanna i Szymanowskiego. Unikatowe autografy pochodzą z kolekcji Biblioteki Jagiellońskiej w Krakowie oraz z Biblioteki Pruskiej w Berlinie, której zbiory przechowywane są w Bibliotece Jagiellońskiej. Co roku w ramach festiwalu odbywa się też Międzynarodowe Sympozjum Muzykologiczne, stanowiące muzyczno-naukowo-humanistyczną refleksję na temat muzyki Beethovena oraz jej wpływu na twórczość innych kompozytorów. Owocem sympozjum są książki dokumentujące referaty sesji.
Od 2007 r. w trakcie Festiwalu odbywają się kursy mistrzowskie prowadzone przez światowej sławy muzyków: 
- 2007 r. – Ileana Cotrubaș „Opera i niemiecka pieśń”
- 2008 r. – Christa Ludwig „Opera, pieśń i muzyka oratoryjna”
- 2009 r. – Teresa Berganza „Opera i pieśń”
- 2010 r. – Nelson Goerner „Wokół Chopina i Schumanna”
- 2011 r. – Fine Arts Quartet, Danilo Rossi
- 2012 r. – prof. Igor Petrushevski

## Galeria plakatów
Wizytówką festiwalu są projekty plakatów. Do tej pory autorami grafik byli: Modulus Studio, Ryszard Horowitz, Rafał Olbiński, Stasys Eidregevičius, Wojciech Siudmak, Grzegorz Stec, Witold Siemaszkiewicz, Andrzej Pągowski, Marianna Sztyma, Wilhelm Sasnal, Bartek Materka, Marcin Maciejowski, Jakub Julian Ziółkowski i Honza Zamojski.